# Теньковского лесничества
 Теньковского лесничества  — посёлок в Верхнеуслонском районе Татарстана. Входит в состав Майданского сельского поселения.

## География
Находится в западной части Татарстана на расстоянии приблизительно 39 км на юг от районного центра села Верхний Услон у речки Сулица.

## История
Основан в 1929 году или немного позже.

## Население
Постоянных жителей было в 1949—147, в 1958—133, в 1970—122, в 1979 — 79, в 1989 — 54. Постоянное население составляло 84 человека (русские 71 %) в 2002 году, 61 в 2010.